# Obourg
Obourg är en ort i Belgien. Den ligger i provinsen Hainaut och regionen Vallonien, i den centrala delen av landet, 50 km sydväst om huvudstaden Bryssel. Obourg ligger 46 meter över havet och antalet invånare är 4 125.
Terrängen runt Obourg är huvudsakligen platt. Obourg ligger nere i en dal. Runt Obourg är det tätbefolkat, med 511 invånare per kvadratkilometer.. Närmaste större samhälle är Mons, 4,6 km sydväst om Obourg. 
Omgivningarna runt Obourg är en mosaik av jordbruksmark och naturlig växtlighet.